# Hartmut Haupt (Musiker)

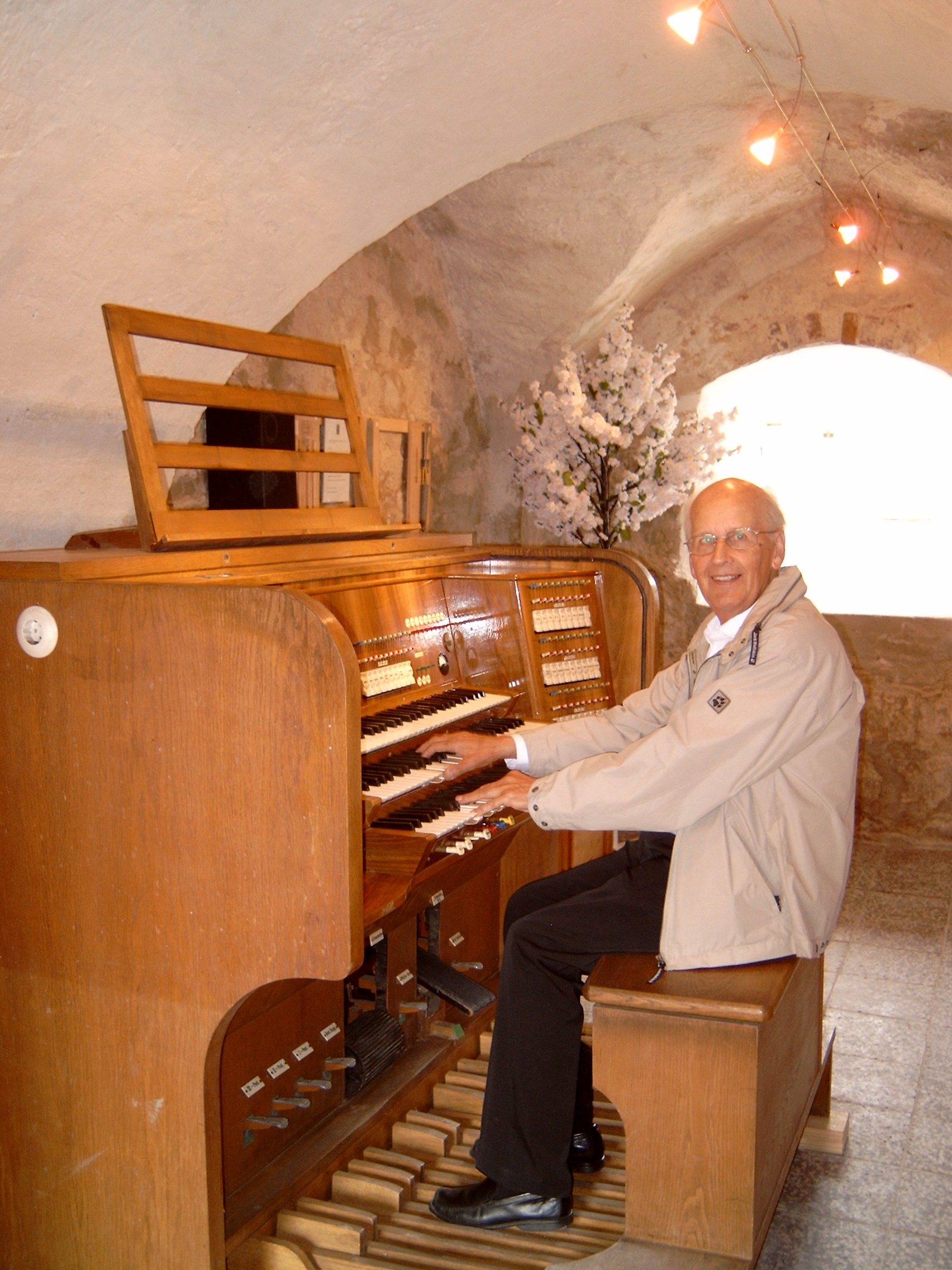
Hartmut Haupt, Juni 2011

Hartmut Haupt (* 20. Februar 1932 in Bonn; † 20. Mai 2019 in Jena) war ein deutscher Organist, Orgelforscher, Orgeldenkmalpfleger, Musikwissenschaftler und Sachbuch-Autor. Er untersuchte rund 1500 Orgeln und dokumentierte die Orgellandschaft Thüringen maßgeblich.

## Leben
Hartmut Haupt wuchs in einem kunstinteressierten Elternhaus auf und bekam eine grundlegende musikalische Ausbildung. Seinen naturwissenschaftlichen Neigungen folgend studierte er Physik an der Friedrich-Schiller-Universität Jena; seine Promotionsschrift von 1965 hat den Titel Filterstruktur und Teilchenabscheidung ein Teilproblem der Luftfiltration. Bis 1975 arbeitete er beim Arzneimittel-Hersteller Jenapharm in Jena.
Haupt wurde Orgelschüler beim Stadtkantor Ernst-Otto Göring, der ihn auf die externe B-Prüfung an der Thüringer Kirchenmusikschule in Eisenach vorbereitete. Anschließend förderte ihn Johannes-Ernst Köhler, so dass er 1975 an der Hochschule für Musik in Weimar das A-Examen ablegte. Neben einem Honorarvertrag mit der Denkmalpflege war er seitdem als freischaffender Konzertorganist tätig, auch rief er an restaurierten Orgeln neue Konzertreihen ins Leben.
Im Jahr 1975 übernahm Haupt die berufliche Aufgabe, im Auftrag des Instituts für Denkmalpflege in Erfurt die Orgellandschaft in den damaligen DDR-Bezirken Suhl, Gera und Erfurt zu erfassen. Sein Nachfolger im Thüringer Amt für Landesdenkmalpflege wurde 2010 Albrecht Lobenstein. Bei der Erfassung der Orgeln orientierte sich Haupt am „Weilheimer Regulativ“ als Grundlage der Zustandsbeschreibung nach einheitlichen Kriterien. Des Weiteren war er Gründungsmitglied und Organisator der „Max-Reger-Vereinigung Jena-Thüringen e. V.“.
Hartmut Haupt war eng mit der Sauer-Orgel im Volkshaus Jena verbunden, die mit rund 4.800 Pfeifen zu den größten Orgeln Thüringens gehört und deren Bau 1,5 Millionen DDR-Mark gekostet hat. Die Orgel wurde 1987 als Ersatz für die 1906 von Max Reger eingeweihte Orgel gebaut – sie hat 61 Register. Haupt hatte dieses Instrument maßgeblich mit geplant und spielte dort über Jahrzehnte zahlreiche Konzerte. Bis 2017 war er Orgelbeauftragter des Volkshauses.

## Veröffentlichungen
- Orgeln im Bezirk Suhl. Herausgeber: Rat des Bezirks Suhl, Abt. Kultur sowie Staatliche Museen Meiningen. Suhl 1985, DNB 891509186
- Orgeln im Bezirk Gera – eine Übersicht über die Orgellandschaft Ostthüringen. Herausgeber: Rat des Bezirkes Gera, Abt. Kultur; Gera 1989, DNB 968413137 [6]
- Orgeln in Ost- und Südthüringen. Ausbildung und Wissen, Bad Homburg/Leipzig 1995, ISBN 3-927879-59-2.
- Thüringisches Landesamt für Denkmalpflege, Landeskonservator Rudolf Zießler (Hrsg.): Orgeln in Nord- und Westthüringen. Ausbildung und Wissen, Bad Homburg/Leipzig 1998, ISBN 3-932366-00-X.
- Thüringen – Eine Orgellandschaft. In: Rebekka Fritz, Christian Bettels (Hrsg.): „Denen Liebhabern, und besonders denen Kennern von dergleichen Arbeit, zur Gemüths Ergezung“. Winfried Schlepphorst zum 65. Geburtstag. Bärenreiter, Kassel 2002, ISBN 3-7618-1576-X, S. 105–109.
- Die Orgel der Schlosskapelle Wilhelmsburg, Schmalkalden. Fotos: Constantin Beyer. Regensburg 2002, ISBN 978-3-7954-6325-0.

sowie zahlreiche CDs mit von Hartmut Haupt interpretierter Orgelmusik